# Alain I. (Bretagne)
Alain I. der Große (bretonisch: Alan Veur, französisch: Alain le Grand; † 907) war ein Fürst der Bretonen im späten 9. und frühen 10. Jahrhundert.
Er war der Bruder des Grafen Pascweten von Vannes, der 876 von den Normannen aus Vannes vertrieben wurde. Alain übernahm dort die Herrschaft und setzte die Fehde gegen den Grafen Judicaël von Rennes um die Vorherrschaft über die Bretagne fort, die bereits sein Bruder mit dessen Vater seit der Ermordung des Königs Salomon im Jahr 874 ausgetragen hatte. Ab dem Jahr 888 sah sich die Bretagne allerdings der Bedrohung eines großen Heeres der Seine-Normannen ausgesetzt, das zuvor das Land um Paris geplündert hatte und von Kaiser Karl dem Dicken mittels einer vertraglichen Einigung zum Abzug bewogen worden war. Diese Normannen landeten nun aber an der Küste des Cotentin und eroberten Saint-Lô, von wo aus Raubzüge in das bretonische Land unternahmen. Judicaël fiel im Kampf gegen sie im Kampf, wohl 888/889 bei Questembert, womit Alain die Alleinherrschaft über die Bretonen zufiel. Im Jahr 890 errangen die Bretonen schließlich den entscheidenden Sieg gegen die Normannen in einer Schlacht, indem sie den Feind in einen Fluss, vermutlich den Blavet, drängten und darin niedermachten.
Durch diesen Sieg ließ die Bedrohung seitens der Normannen für die Bretagne einstweilen nach, was Alain die Errichtung einer stabilen Herrschaft bis zu seinem Tod 907 ermöglichte. Ihm folgte der Graf von Cornouaille, Gourmaëlon, als Anführer der Bretonen nach, deren innere Ordnung allerdings durch neuerliche Invasionen der Loire-Normannen zerfiel.